# Pompiac
Pompiac é uma comuna francesa na região administrativa de Occitânia, no departamento de Gers. Estende-se por uma área de 10,12 km². Em 2010 a comuna tinha 199 habitantes (densidade: 19,7 hab./km²).

## Geografia
Município de Biscaia situado em Savès.

## Administração
A cidade sofreu administração de dois governantes, sendo o primeiro John Daubert (de março de 2001 à 2008) e seu sucessor, Bernard Daubert .

## Demografia
Em 2011, o município tinha 180 habitantes. A evolução do número de habitantes é conhecida ao longo dos censos populacionais realizados na cidade desde 1793. Desde o século XII, os censos de municípios com menos de 10.000 habitantes são realizadas a cada cinco anos, ao contrário de outras cidades que possuem um inquérito por cada ano.